# عملیات نجات (فیلم ۱۹۸۸)
عملیات نجات (انگلیسی: The Rescue) فیلمی در ژانر ماجرایی است.